# Hamburg Towers Basketball
Gli Hamburg Towers sono una società cestistica avente sede ad Amburgo, in Germania. Fondata nel 2013, giocano nel campionato tedesco.
Disputa le partite interne nella Inselparkhalle, che ha una capacità di 3.400 spettatori.

## Roster 2022-2023
Aggiornato al 14 dicembre 2022.
|    | Naz.                   | Ruolo | Sportivo                   | Anno | Alt. | Peso |  |
| -- | ---------------------- | ----- | -------------------------- | ---- | ---- | ---- |  |
| 0  | Germania (bandiera)    | P     | Len Schoormann             | 2002 | 193  | 83   |  |
| 5  | Germania (bandiera)    | AP    | Christoph Philipps         | 1998 | 203  | 89   |  |
| 6  | Germania (bandiera)    | G     | Leif Möller                | 2003 | 199  | 88   |  |
| 7  | Germania (bandiera)    | A     | Lukas Meisner              | 1995 | 203  | 100  |  |
| 8  | Stati Uniti (bandiera) | G     | James Woodard              | 1994 | 191  | 86   |  |
| 9  | Slovenia (bandiera)    | PG    | Žiga Samar                 | 2001 | 198  | 83   |  |
| 10 | Stati Uniti (bandiera) | P     | Kendale McCullum           | 1996 | 184  | 75   |  |
| 11 | Germania (bandiera)    | G     | Al-Fayed Alegbe            | 2004 | 191  | 81   |  |
| 12 | Stati Uniti (bandiera) | A     | Seth Hinrichs              | 1993 | 201  | 97   |  |
| 13 | Stati Uniti (bandiera) | A     | Marvin Clark               | 1994 | 201  | 104  |  |
| 18 | Germania (bandiera)    | C     | Jonas Wohlfarth-Bottermann | 1990 | 208  | 105  |  |
| 23 | Stati Uniti (bandiera) | AG    | Yoeli Childs               | 1998 | 203  | 102  |  |

### Staff tecnico
- Allenatore:  Raoul Korner
- Assistenti:  Stefan Grassegger,  Benka Barloschky